# K-Mel
Kamel Houairi (Gouvieux, 1972. szeptember 22. –), művésznevén K-Mel francia énekes, rapper, az Alliance Ethnik nevű hiphopegyüttes alapító tagja.

## Biográfia
K-Mel 1972 szeptember 22-én született Gouvieuxban, de Creilben nőtt fel. Szülei az Algériai Kabyle-ből származnak. Első koncertjét 18 évesen adta Creilben, ahol az arab zenét ötvözte a funk, és a francia zenével. 1990-ben megalapított az Alliance Ethnik nevű hiphopcsapatot.
A csapathoz Médard és Gusty is csatlakozott, majd a szintén francia IAM nevű hiphopcsapattal közös koncertet adtak, ahol felfigyelt rájuk a Delabel kiadó egyik embere, majd szerződést kötöttek a lemezkiadóval. Az első albumuk 1995-ben jelent meg Simple & Funky címmel, majd 1999-ben a Fat Comeback című album jelenik meg, azonban a várva várt siker elmarad, és csupán mérsékelt sikerre számíthat a csapat. Az első album így is platina helyezést ért el.
1996-ban a The Two Dads And The Mum című filmhez elkészítette a Louled című dalt Jean-Marc Longval közösen.
2000-ben együtt dolgozott Mounir Belkhirt producerrel majd 2001-ben megjelent Réflexions 1 című szólóalbuma, mely G-Funk stílusban íródott, melyet közösen Warren G-vel és Nate Doggal készítettek el. Ugyanebben az évben a Farid Dms Debad című filmben is szerepet kapott.
2008-ban feleségül vette Muriel Hurtist francia sportolót, akitől egy gyermeke van.

## Diszkográfia

### Szólóénekesként
| Év   | Cím                                      | Slágerlista | Slágerlista | Slágerlista | Album            |
| ---- | ---------------------------------------- | ----------- | ----------- | ----------- | ---------------- |
| Év   | Cím                                      | FR          | BEL (WA)    | BEL (FL)    |                  |
| 1990 | "Brother Rap"                            | -           | -           | -           |                  |
| 1996 | "Louled"                                 | -           | -           | -           |                  |
| 1998 | "Parisien Du Nord" with Cheb Mami        | 5           | 8           | -           | Meli Meli        |
| 1999 | "I Want It All" with Warren G            | -           | -           | -           | I Want It All    |
| 1999 | "Elle Revient Seule" with Sheraz         | 36          | -           | -           |                  |
| 2000 | "Bitch · Je N'appelle Pas Les Femmes..." | 26          | -           | 26          | Reflexions Vol.1 |
| 2000 | "Solo Movement" feat.Phife Dawg          | -           | -           | -           | Reflexions Vol.1 |
| 2000 | "Questione "D" Style" with Traccia Mista | -           | -           | -           | Primo            |
| 2001 | "Fonk You"                               | -           | -           | -           |                  |
| 2004 | "Dance For Me"                           | -           | -           | -           |                  |